# Marina Machado
Marina Machado (Belo Horizonte, 20 de outubro de 1972) é uma cantora brasileira.

## Histórico
Filha de Oswaldo Machado dos Santos, advogado, e de Rosélia Maria de Almeida Machado, empresária, Marina estudou canto lírico e popular e passou a cantar informalmente desde o fim da adolescência.
A sua primeira participação como cantora profissional aconteceu em dois musicais, "Hollywood Bananas" e "Na Onda do Rádio". Paralelamente, entre 1992 e 1995, Marina mantinha com os músicos Podé e Maurinho Nastácia o trio "Zoombeedoo", que interpretava clássicos do rock nacional e internacional.
Fundou a Companhia Burlantins, onde concebeu e atuou em "O Homem da Gravata Florida". Em 1998, lançou, ao lado de Regina Spósito, o CD "Desoriente um País", resultado do show "Hebraico", no qual as cantoras interpretavam músicas em hebraico e iídiche.
Em 1999, foi convidada para participar do show de Hermeto Pascoal, no Palácio das Artes, em Belo Horizonte, e também por Milton Nascimento para se apresentar em algumas datas da turnê do disco "Crooner". Com o CD "Baile das Pulgas", ganhou o Troféu Pró-Música de melhor CD gravado em 1999 em Minas Gerais. Em 2000, chegou ao quarto lugar do Visa.
Produziu o CD-demo "Candombe da Serra do Cipó", música de raízes afro-brasileiras que exerceu grande influência no trabalho da cantora. Os registros de Marina Machado rederam ao Candombe a sua inclusão na Cartografia Musical Brasileira do Itaú Cultural.
Já gravou faixas em CDs de Tavinho Moura, ao lado do Skank, no "Liliputz" do grupo Armatrux, em "O Poder Mágico" de Telo Borges, no "Livramento", de Flávio Henrique e Chico Amaral, e uma versão reggae para a canção "Amor de Índio", de Ronaldo Bastos e Beto Guedes. Cantou no especial de Lô Borges para a DirecTV. Em 2002, Marina foi eleita a melhor cantora de Minas Gerais e foi convidada a cantar quatro músicas no CD "Pietá", de Milton Nascimento.
O CD "Tempo Quente", lançado em 2008, pode ser considerado um divisor de águas em sua carreira, uma vez que se trata de seu primeiro CD solo sob um selo de gravadora: "Nascimento", de seu padrinho Milton Nascimento, que inclusive participou de uma canção do CD, "Discovery". Outros artistas que contribuíram com faixas nesse disco foram Samuel Rosa, em "Grilos", e Seu Jorge, em "Otimismo". A música "Grilos", do Roberto Carlos e Erasmo Carlos, teve uma grande repercussão, chegando a ser incluída na novela da Rede Globo "Três Irmãs".
No dia 25 de Julho de 2010 Cantou no PedRock, um festival de musica que acontece em Pedralva - Minas Gerais.

## Discografia
Solos
- Baile das Pulgas (1999)
- Marina 6 horas da tarde (2002)
- Tempo Quente (2008)
- "Quieto um pouco" (2013)

Parcerias
- Flávio Henrique e Marina Machado (1997)
- Hebraico - DesOriente um País (1998) Com Regina Spósito.
- "O Homem que sabia português"(1998) Cia. Burlantins.
- Aos olhos de Guignard (2000) Com Flávio Henrique & Amaranto.

. DVD`s
- "Pietá - Ao Vivo" (2005) Com Milton Nascimento.
- "Hotel Maravilhoso" (2007) Com Flávio Henrique & Chico Amaral.